# Klaus Peter Möller (Politiker, 1937)
Klaus Peter Möller (* 8. August 1937 in Darmstadt; † 20. Januar 2022) war ein deutscher Jurist und Politiker (CDU).

## Leben und Beruf
Nach dem Abitur 1957 in Gießen studierte Möller Rechts- und Staatswissenschaften in Bonn, München und Würzburg. Er legte 1960 das erste juristische Staatsexamen ab, besuchte ab 1963 die Hochschule für Verwaltungswissenschaften in Speyer und beendete sein Studium 1965 mit dem zweiten juristischen Staatsexamen. Anschließend war er als Rechtsanwalt in Gießen tätig, seit 1977 auch als Notar.
Möller war von 1957 bis zu seinem Austritt 2004 Mitglied der Bonner Burschenschaft Frankonia und hielt Vorträge vor der Deutschen Burschenschaft.

## Partei
Möller war Mitglied der CDU. 1986/87 war er Vorsitzender der CDU Gießen.

## Abgeordneter
Möller war von 1972 bis 1999 Mitglied der Stadtverordnetenversammlung der Stadt Gießen bzw. der Stadt Lahn, im Jahr 1979 deren Vorsteher. Dem Hessischen Landtag gehörte er vom 24. Mai 1977, als er für den ausgeschiedenen Abgeordneten Wilhelm Runtsch nachrückte, bis 2003 an. Er war im Landtag ab 1982 innenpolitischer Sprecher der Fraktion, von 1983 bis 1988 Vorsitzender des Innenausschusses und 1987/88 stellvertretender Vorsitzender der CDU-Fraktion. Ab 1988 war er Vorsitzender des Untersuchungsausschusses zur „Hanauer Atomaffäre“.
Möller war vom 28. Juli 1988 bis zum 5. April 1991 sowie vom 5. April 1995 bis zum 5. April 2003 Präsident des Landtags. Sein Vorgänger Jochen Lengemann war nach der Debatte über die gescheiterte Diätenerhöhung im hessischen Landtag 1988 als Landtagspräsident zurückgetreten. Nach der Niederlage der CDU bei der Landtagswahl in Hessen 1991 war er von 1991 bis 1995 Landtagsvizepräsident.

## Ehrungen
- 1987: Bundesverdienstkreuz am Bande[2]
- 1990: Hessischer Verdienstorden[3]
- 2003: Großes Verdienstkreuz mit Stern[4]
- 2011: Wilhelm-Leuschner-Medaille[5][1]